# Acridotheres tristis
El miná común (Acridotheres tristis) es una especie de ave paseriforme de la familia Sturnidae nativa de Asia. Es un pájaro omnívoro con un fuerte instinto territorial que vive en los bosques abiertos, y que se ha adaptado muy bien a los medios urbanos. El miná ha sido introducido en otras partes del mundo y su área de distribución está incrementándose. Es una especie invasora que supone una seria amenaza para los ecosistemas de Australia. El miná común es una figura importante en la cultura india y aparece tanto en la literatura en sánscrito como en prácrito.

## Descripción
El miná común se identifica rápidamente por ser un pájaro de tamaño medio con el cuerpo pardo, capucha negra en la cabeza y una zona desnuda tras sus ojos de color amarillo intenso. Su pico y patas también son de color amarillo brillante. Tiene una mancha blanca en las primarias exteriores, además la punta de la cola y el recubrimiento de la parte inferior de las alas y la base de la cola también son blancos. Los dos sexos tienen un aspecto similar y estas aves generalmente se ven por parejas.
El miná común sigue la regla de Gloger según la cual las aves del noroeste de la India tienden a ser más pálidas que sus congéneres del sur de la India.

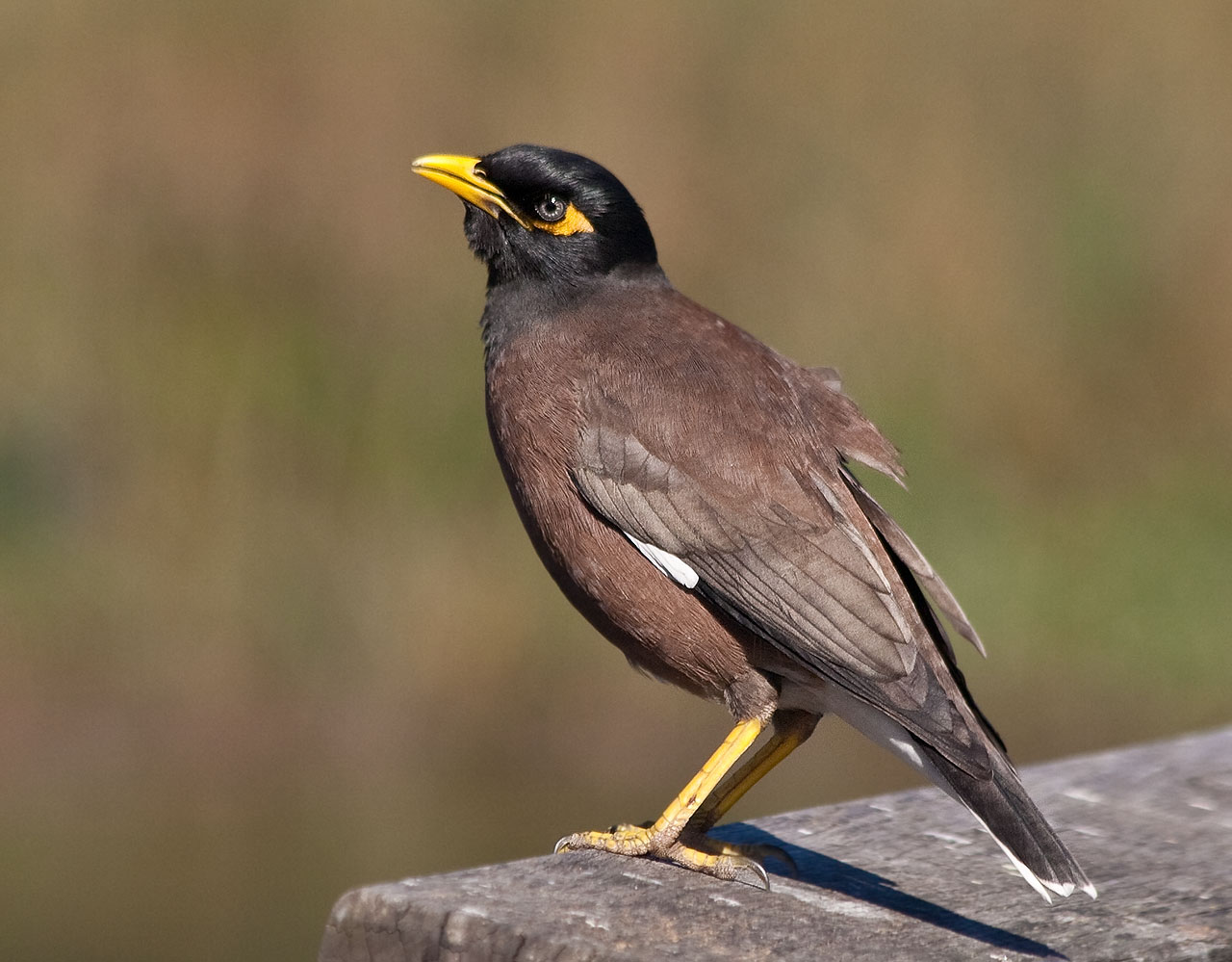
Ejemplar en Sídney.

El miná mide de largo unos 23 cm y el resto de medidas corporales según Ali y Ripley (2001) son:
| Parámetro/sexo      | Macho   | Hembra  |
| ------------------- | ------- | ------- |
| Peso medio (g)      | 109,8   | 120-138 |
| Medida del ala (mm) | 138-153 | 138-147 |
| Pico (mm)           | 25-30   | 25-28   |
| Tarso (mm)          | 34-42   | 35-41   |
| Cola (mm)           | 81-95   | 79-96   |

## Distribución

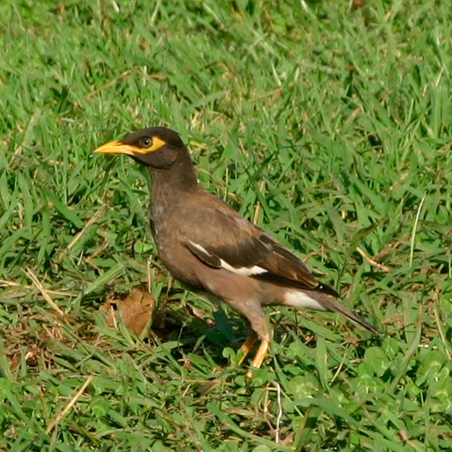
Myna Acridotheres tristis común en Europa.

Es una especie de ave nativa de Asia cuyo área de distribución inicial se extendía desde Irán, toda Asia del Sur (Pakistán, India, Nepal, Bután, Bangladés y Sri Lanka) además de Turkmenistán, Afganistán, Kazajistán, Kirguistán,Uzbekistán, Malasia, Indochina y el sur de China.
El miná ha sido introducido en otras partes del mundo como Canadá, Australia, Nueva Zelanda, Nueva Caledonia, Hawái, Sudáfrica, algunas islas del océano Índico (Seychelles, Mauricio, Maldivas, Andamán y Nicobar y el archipiélago de las Laquedivas) y también en algunas islas del Atlántico y el Pacífico. Su área de distribución se está incrementando tanto que en 2000 la comisión para la supervivencia de las especies de la UICN lo incluyó entre las 100 especies invasoras más dañinas.
Aunque es una especie adaptable y globalmente en expansión, sus poblaciones han descendido en Singapur y Malasia (donde localmente se le llama gembala kerbau, literalmente «pastor de búfalos») debido a la competencia con su pariente introducido el miná javanes.

## Hábitat

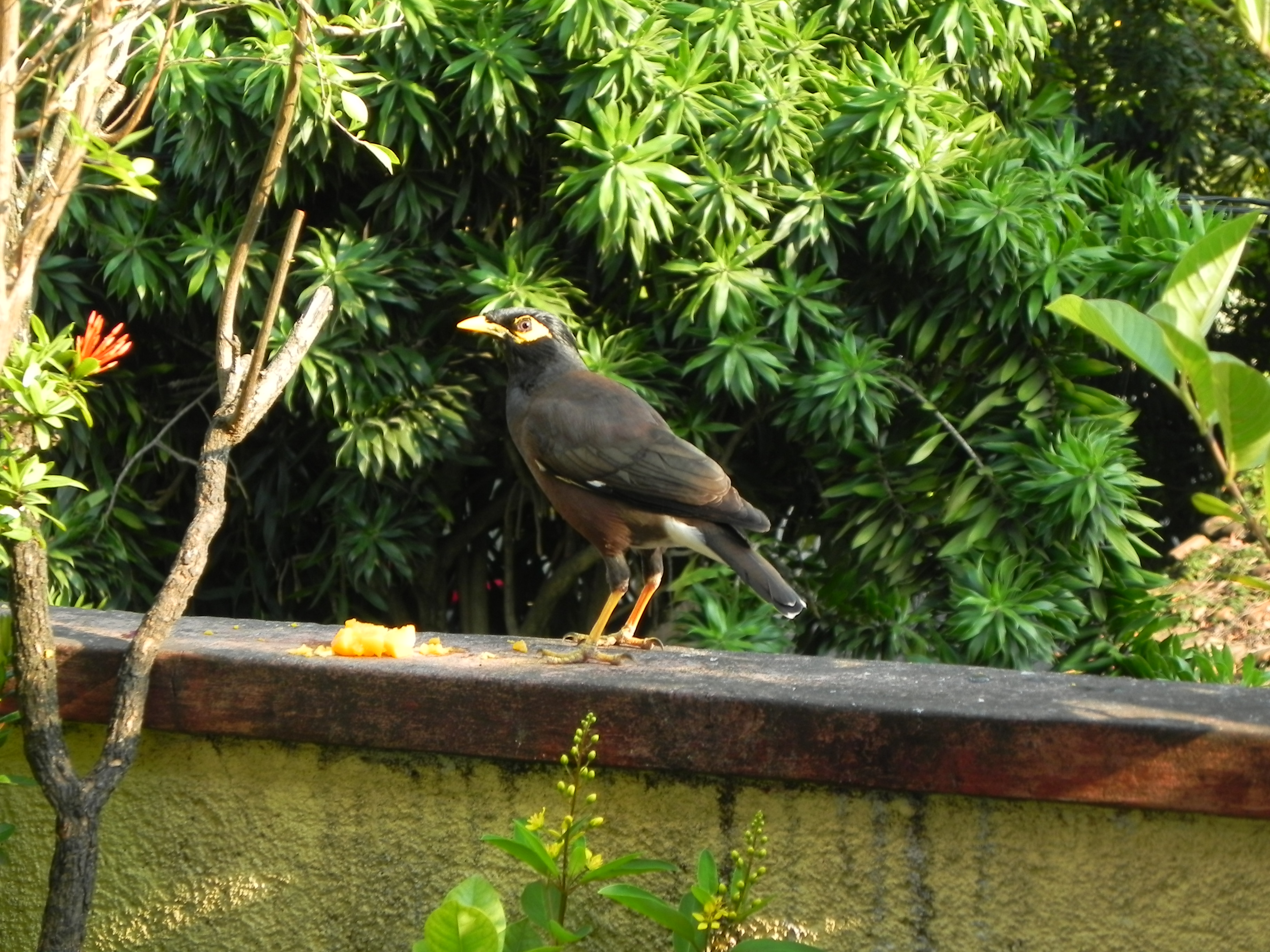
Miná común en un jardín de Colombo, Sri Lanka.

Este abundante pájaro se encuentra generalmente en los bosques abiertos y zonas despejadas, en los campos de cultivo y en las inmediaciones de las poblaciones. 
El miná común prospera en los medios urbanos y suburbanos. Por ejemplo, en Canberra se liberaron 110 minás entre 1968 y 1971. En 1991 la densidad media de la población de minás comunes en Canberra era de 15 aves por kilómetro cuadrado. Solo tres años más tarde, en un segundo estudio se descubrió que la densidad media de la población había subido a 75 minás por kilómetro cuadrado en la misma área. El éxito de esta ave en los medios urbanos y suburbanos probablemente se debe a su origen evolutivo. Al haber evolucionado en los bosques abiertos de la India, el miná común se preadaptó para hábitats con estructuras verticales altas y con poca o ninguna vegetación cubriendo el suelo, que son las características principales de las calles de las ciudades y los parques urbanos.

## Taxonomía y etimología
La especie fue descrita científicamente por Linneo en 1766. El ejemplar tipo fue recolectado en Pondicherry, India. El nombre de su género procede de los términos griegos akrodos «langosta» y theres «cazador». Mientras que su nombre específico es la palabra latina tristis «triste», en referencia a sus colores apagados.
Se reconocen dos subespecies de miná común:
- Acridotheres tristis tristis (Linnaeus, 1766). En todo el sur del continente asiático.
- A. t. melanosternus Legge, 1879. Endémico de Sri Lanka.

La subespecie A. t. melanosternus es más oscura que la subespecie nominal, la mitad de las coberteras primarias negras y la otra mitad blancas y tiene la mancha amarilla de la cara más grande.

## Comportamiento

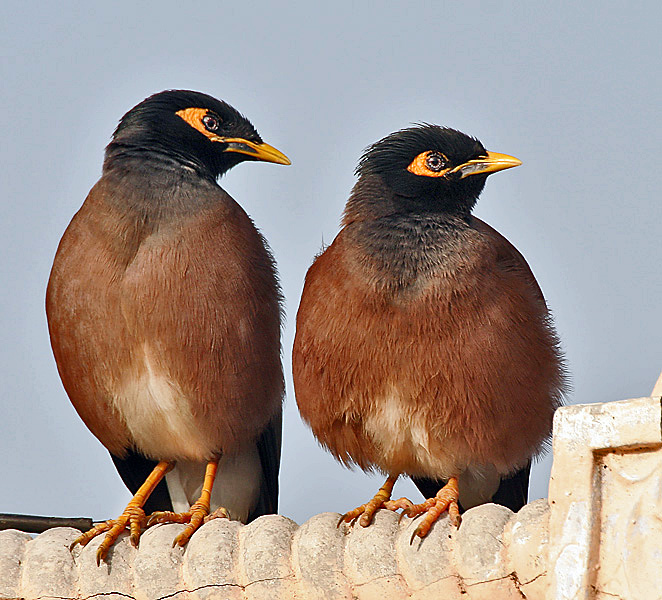
Se cree que los minás se emparejan para toda la vida.

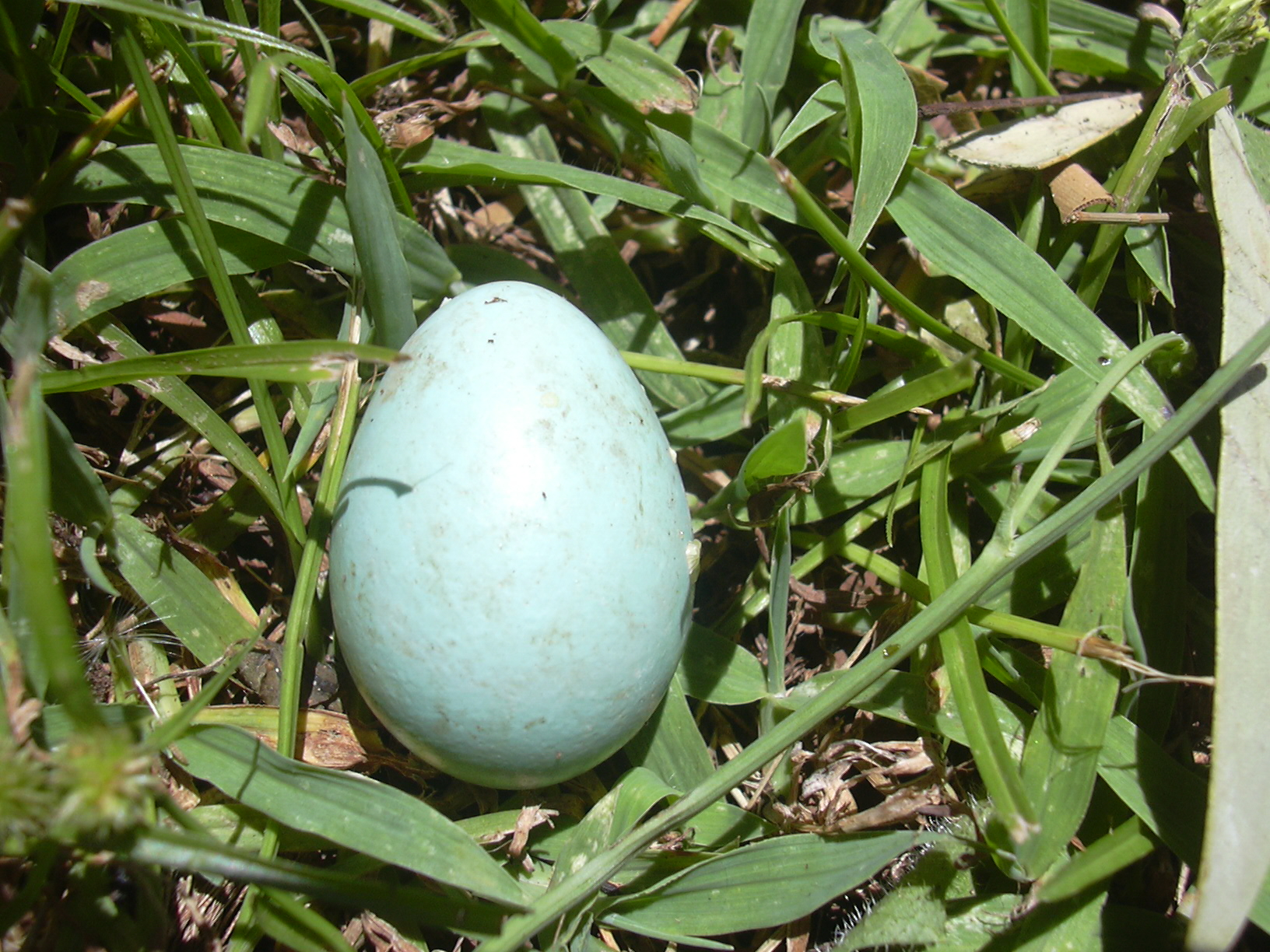
Huevo azulado de miná común.

### Reproducción
Se cree que los minás comunes se emparejan de por vida. Crían durante todo el año y dependiendo de ubicación construyen sus nidos en huecos de árboles o en los muros. Crían desde el nivel del mar hasta los 3000 m de altitud en el Himalaya.
La puesta normal consta de 4 a  6 huevos. Los huevos miden de media 30,8 x 21,99 mm. El periodo de incubación es de 17 o 18 días y los pollos tardan en abandonar el nido entre 22 a 24 días. El koel común a veces parasita las puestas de esta especie. Los materiales que utiliza para construir su nido incluye ramitas, raíces, cuerdas y todo tipo de residuos. Se ha registrado minás que han usado papel de higiénico, papel de aluminio y pieles de la muda de las serpientes.
Durante la estación de cría, de abril a junio, la actividad diurna de los minás de Pune en 1978 se repartió de las siguientes forma: actividades de anidamiento (42 %), explorar el entorno (28 %), desplazamientos (12 %), alimentación (4 %), emisión de sonidos (7 %) y actividades relacionadas con el acicalamiento, interacción y otras actividades (7 %).
El miná común usa los nidos de los pájaros carpinteros, cotorras, etc. y se apodera fácilmente en los nidos disponibles. Se ha registrado como desaloja agarrando con el pico a los pollos de las aves que anidaron antes, incluso cuando posteriormente no usa el nido desocupado. Este comportamiento agresivo se considera que contribuye a su éxito como especie invasora.

### Alimentación

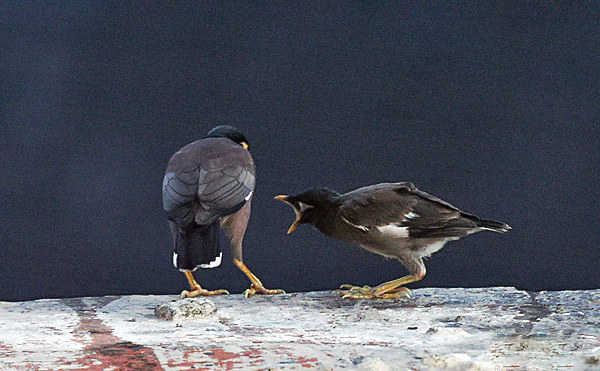
Juvenil pidiendo comida a un adulto.

Como la mayoría de sus parientes el miná común es omnívoro. Se alimenta de insectos, arácnidos, crustáceos, reptiles, pequeños mamíferos, semillas, grano y frutos, también se alimenta de las basuras en las inmediaciones de los humanos. Busca alimento en el suelo, entre la hierba, en busca de insectos, especialmente saltamontes, de donde le viene el nombre de su género Acridotheres «cazador de langostas». Sin embargo, se alimenta de un amplio espectro de insectos, principalmente atrapados en el suelo. Es un polinizador de flores como las Salmalia y Erythrina. Anda por el suelo con algún salto ocasional, y a menudo aprovecha el paso del ganado que espanta a los insectos además de atrapar a los que huyen de los herbazales incendiados.

### Sonidos

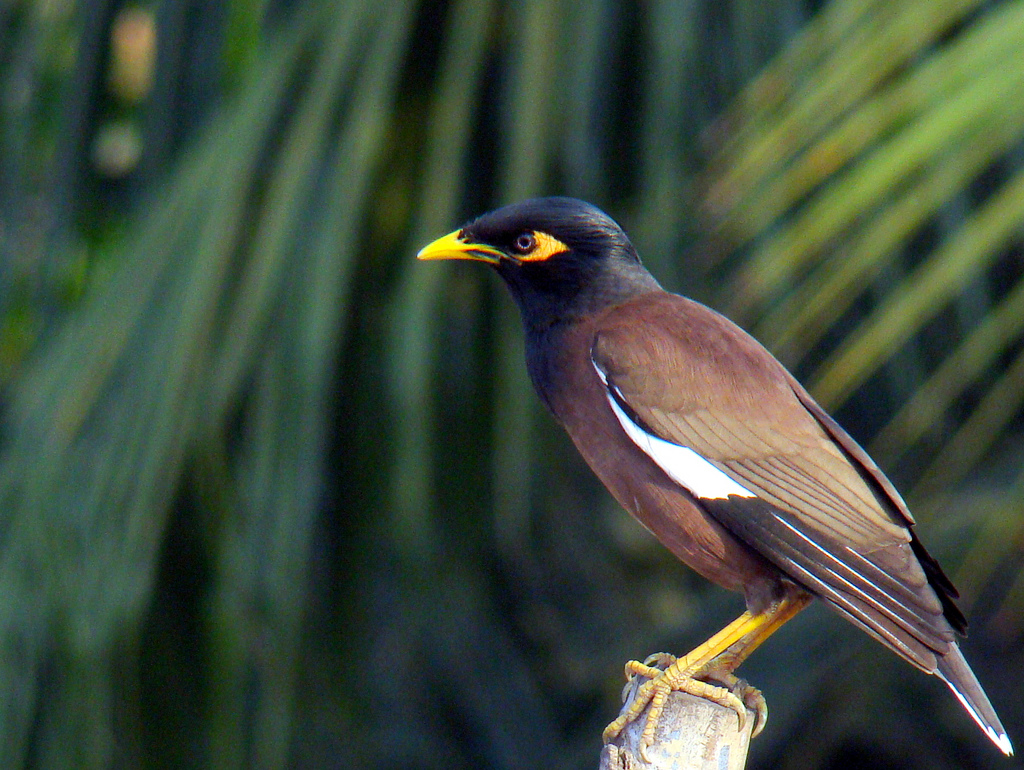
Ejemplar posado en un poste.

Las llamadas de esta especie incluyen graznidos, silbidos, gorjeos y chasqueos, además a menudo estas aves ahuecan sus plumas y alzan la cabeza para cantar. Los gritos del miná avisan a su compañero o a otras aves cuando se aproximan depredadores o en el caso de que esté a punto de iniciar el vuelo. Los minás comunes son populares mascotas por sus cantos y su capacidad para repetir palabras. Antes de dormir en sus refugios comunitarios los minás cantan al unísono, lo que se conoce como ruido comunal.

### Dormideros comunales
Los minás comunes pasan la noche en posaderos comunales durante todo el año, tanto en bandadas con solo los de su especie como con minás de la jungla, estorninos rosados, cuervo indio, cuervo picudo, garcillas bueyeras, cotorras de Kramer y otras aves. La cantidad de aves en la percha puede variar de algunas menos de cien a miles. El momento de acudir al dormidero para los minás es justo antes del ocaso, y lo dejan antes del amanecer. Los tiempos de llegada y permanencia en la percha así como el tamaño de las bandadas varían estacionalmente.
Las funciones de los dormideros comunales son sincronizar las diferentes actividades sociales, evitar a los depredadores e intercambiar información sobre las fuentes de alimentos.
Antes y después de posarse realizan exhibiciones comunitarias que consisten en maniobras aéreas donde se exhiben en la estación prenupcial (de noviembre a marzo). Se cree que este comportamiento está relacionado con la formación de parejas.

## Especie invasora
La UICN incluyó al miná común en la lista de las especies invasoras más dañinas del mundo. Solo hay tres especies de aves en esta lista, las otras dos son el bulbul ventrirrojo y el estornino pinto. Ha sido introducido ampliamente en zonas fuera de su área de distribución natural, incluidas las zonas adyacentes al Sudeste asiático, Madagascar, Oriente medio, Sudáfrica, Israel, Norteamérica, Europa, Australia, Nueva Zelanda y varias islas oceánicas, entre las que destaca la abundante población de Hawái.
El miná común es considerado una plaga en Sudáfrica, Norteamérica, Oriente medio, Australia, Nueva Zelanda y muchas islas del Pacífico. Es particularmente problemático en Australia, donde se han intentado varios métodos para controlar el tamaño de sus poblaciones y proteger a sus especies nativas.

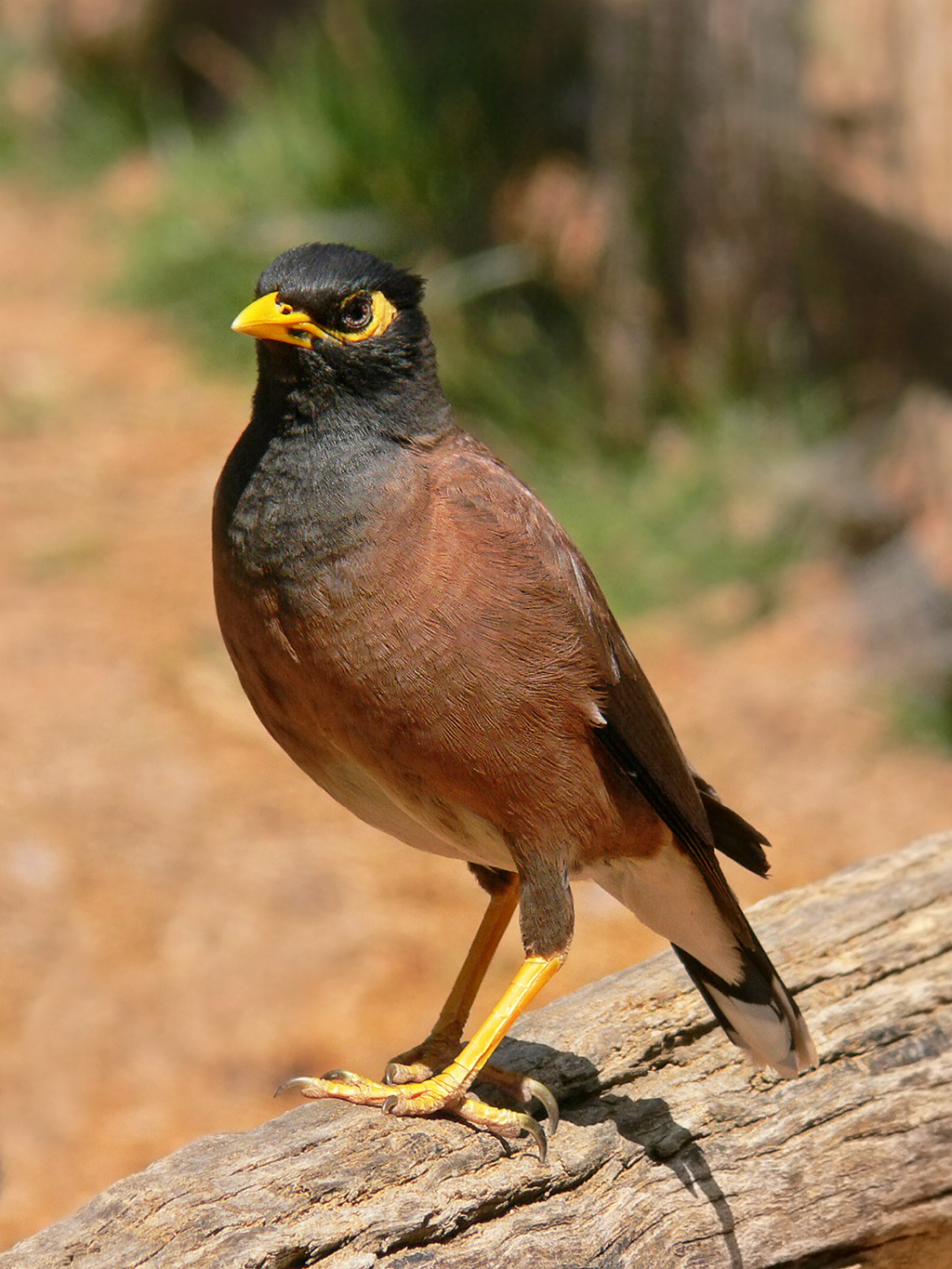
El miná común ha invadido el sureste de Australia y compite con las aves nativas por los huecos para anidar.

### Australia
En Australia el miná común es considerado una plaga invasora que amenaza la supervivencia de varias especies de aves nativas. Actualmente es el ave predominante en las áreas urbanas de toda la costa este. Por votación popular en 2008 esta ave fue nombrada como la plaga más importante de Australia.
El miná fue introducido inicialmente en Australia en Victoria entre 1863 y 1872, en concreto en los jardines del mercado de Melbourne. Los pájaros probablemente se extendieron hacia Nueva Gales del Sur (donde actualmente es más abundante) aproximadamente en esa época, aunque no hay informes seguros al respecto. Posteriormente se introdujeron en Queensland para que controlase las langostas y los escarabajos de la caña, las razones para introducirlos originalmente en Victoria no han quedado registradas. Actualmente la población de miná común se concentra en la costa oriental alrededor de Sídney y sus áreas suburbanas, con algunas poblaciones más apartadas en Victoria y unas pocas comunidades aisladas en Queensland. Durante 2009 varios municipios de Nueva Gales del Sur han empezado a atrapar minás para reducir su número.
Estos pájaros pueden vivir y criar en un amplio espectro de temperaturas, aunque prospera mejor en las regiones más cálidas. Se sabe que hay poblaciones de minás autosostenibles en regiones cuya media de temperaturas en el mes más cálido no sea inferior a 23,2 °C y en el más frío no sea inferior a -0,4 °C, lo que implica que el miná común potencialmente puede extenderse desde Sídney hacia el norte por la costa oriental hasta Cairns y hacia el oeste por la costa sur hasta Adelaida (aunque no a Tasmania, Darwin, o atravesar la Gran Cordillera Divisoria hacia las regiones áridas del interior).

### Sudáfrica
En Sudáfrica apareció en la naturaleza por escapes de aves mascota en 1902, convirtiéndose en aves muy comunes. Sus poblaciones son mayores en las zonas más pobladas por los humanos. Es considerado una plaga porque debido a su fuerte instinto territorial echan a otras aves de sus nidos y matan a sus pollos. En Sudáfrica se le considera una de las plagas más importantes y un alterador de los hábitats naturales, por lo que suelen ser disparados y la gente los mata tanto en los medios urbanos como rurales.

### Perjuicios para los ecosistemas y para los humanos

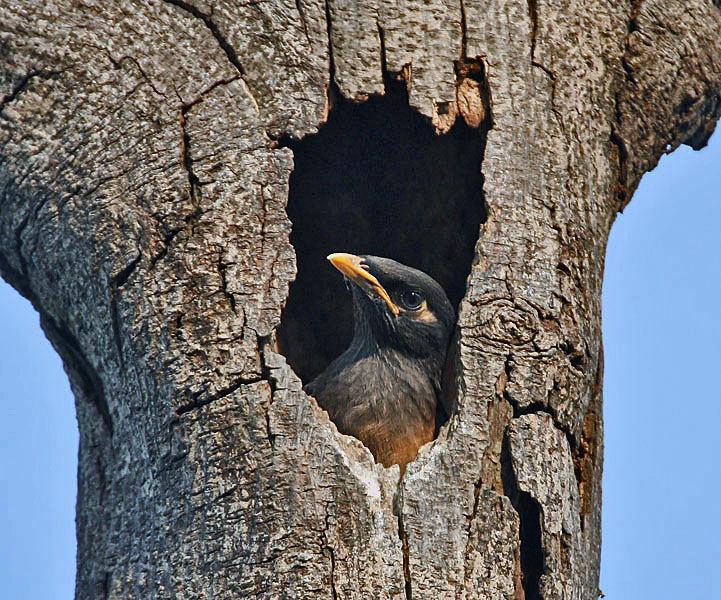
Inmaduro en el nido, en Bengala occidental.

#### Amenaza para las aves nativas
El miná común anida y cría a sus pollos en huecos protegidos que encuentra tanto en la naturaleza en los troncos de los árboles como en los huecos de los edificios. Comparado con las especies nativas que anidan en huecos el miná común es extremadamente agresiva, y los machos reproductores defenderán activamente áreas de hasta 0,83 hectáreas (aunque los machos de las zonas urbanas densamente pobladas tienden solo a defender el área que rodea inmediatamente a sus nidos). Esta agresividad permite al miná común desplazar a muchas parejas reproductoras nativas que también anidan en huecos, reduciendo de esta forma sus posibilidades de reproducción. En particular las tasas de reproducción de los loros que anidan en huecos del bush de Australia oriental se han reducido hasta en un 80% a causa del miná común (a pesar de que fueron capaces de dominar a otras especies introducidas agresivas como los estorninos pintos).
Las parejas de minás comunes son conocidos por mantener hasta dos dormideros simultáneamente. Uno temporal para el verano cerca de los lugares de anidamiento donde la población total de machos duerme durante la estación cálida, el periodo de más agresividad; y uno permanente donde descansan las hembras e incuban toda la noche. Tanto los machos como las hembras protegen fieramente sus dormideros, provocando más exclusión de las aves nativas.

#### Daños a los humanos
El miná común, que se alimenta principalmente de insectos que pululan por el suelo y de frutos como las uvas, ciruelas y otras bayas, y en las áreas urbanas de desperdicios humanos, supone una seria amenaza para las cosechas de arándanos de Australia, además de para sus aves nativas.
En Hawái, donde el miná fue introducido para controlar las plagas de oruga cogollera y Gusano cortador de las cosechas de caña de azúcar, esta ave ha contribuido a la expansión de las resistentes matas de bandera española en los herbazales abiertos de las islas. Se le ha situado en el puesto cuarto de la lista de aves plaga para la industria frutícola tras una encuesta de 2004 del consejo agrícola de Hawái y en el sexto puesto globalmente según el número de quejas por plagas aviar.

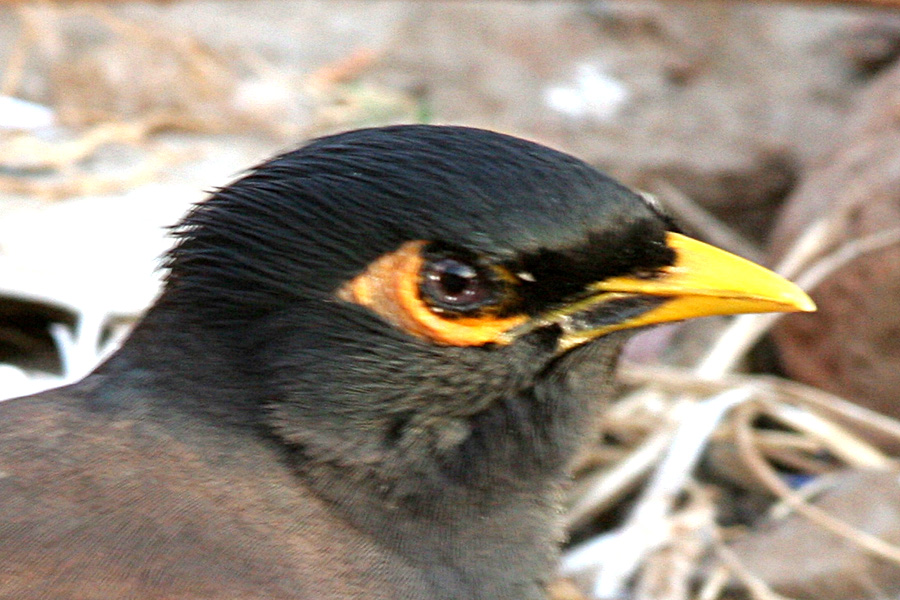
La piel periorbital amarilla del miná común le da uno de sus nombres en sánscrito peetanetra.

Los minás comunes (al igual que los estorninos pintos, los gorriones y las palomas) pueden ocasionar desperfectos en los edificios, al atascar los canalones y los desagües, produciendo desperfectos en el exterior de los edificios.

## En la cultura
El miná común aparece repetidas veces con el nombre de saarika en la cultura de la India desde los tiempos védidicos, apareciendo tanto en la literatura clásica india (en sánscrito) como en los textos budistas en prácrito. El término sánscrito shuksarika, que engloba los nombres de la cotorra de Kramer (shuk) y del miná común (saarika), es usado para indicar una pareja, probablemente porque ambas aves son capaces de imitar los sonidos humanos.
En la literatura en sánscrito el miná común aparece con varios nombres, la mayoría de ellos describen la apariencia o el comportamiento del pájaro. Además de saarika, se utiliza kalahapriya, que significa «el propenso a las peleas» en referencia a la naturaleza agresiva de esta ave; chitranetra, que significa «ojos pintorescos»; peetanetra «el de ojos amarillos» y peetapaad «el de patas amarillas».